# Jasieniec Iłżecki
Jasieniec Iłżecki – przystanek kolejki wąskotorowej w Nowym Jasieńcu Iłżeckim, w gminie Iłża, w powiecie radomskim, w województwie mazowieckim.